# Talsperre Amselbach
Die Talsperre Amselbach ist eine der kleinsten Talsperren im Freistaat Sachsen. Sie wurde für die Wasserversorgung der Dampflokomotiven der Reichsbahn gebaut und diente auch zur Trinkwasserversorgung. 

## Staumauer
Die Staumauer der Talsperre Amselbach ist eine Gewichtsstaumauer aus Beton mit einer Bruchsteinverkleidung. Die Talsperre wurde 1938–1942 in der Nähe von Weißbach bei Zwickau erbaut (Inbetriebnahme 1942). Das gestaute Gewässer ist der Amselbach, ein Nebenfluss der Zwickauer Mulde. Die Mauerkrone ist begehbar, jedoch gibt es keine Brücke über die Hochwasserentlastung.